# Cryptoramorphus floridanus
Cryptoramorphus floridanus là một loài bọ cánh cứng thuộc chi Cryptoramorphus trong họ Ptinidae.